# Billet-mærke (Ensom dame 40 år)
Billet-mærke (Ensom dame 40 år) is een lied in het genre dixieland van de Deense zanger Bjarne Liller. Het werd geschreven door Hans Valther Jantzen.
Liller bracht  Ensom dame in 1979 uit op een single die met meer dan 100.000 verkochte exemplaren goed was voor een gouden plaat. Verder kwam het nummer hetzelfde jaar op zijn album Liller uit.
In het lied zingt een man over een contactadvertentie in een krant van een "eenzame dame van veertig jaar" (ensom dame 40 år) die zich omschrijft als "klein en mollig, met donker, krullend haar" (lille og buttet, med mørkt og krøllet hår). In het laatste couplet zijn ze inmiddels twintig jaar bij elkaar en is ze gelukkig.
In een serie parodieën van het satirische programma Rytteriet, werd ook hun alternatieve versie van het lied van Liller opgevoerd.

## Lilly van Putten
Met de titel Lilly van Putten bracht de De Dekkerband in 1985 een Nederlandstalige versie van Ensom dame 40 år uit, eveneens in het dixielandgenre. Het lied werd eerst op de A-kant van een muziekcassette gezet. Nadat hier meer dan tweeduizend exemplaren van waren verkocht, kwam er ook een uitgave op vinyl.
De tekst van het lied werd geschreven door Cor Veerman, de toetsenist van de band. Zijn broer Klaas hoorde het lied van Liller tijdens een vakantie in Kopenhagen waar het telkens opnieuw werd gedraaid in de jukebox en nam de elpee mee naar huis. Nadat Cor Veerman het nummer had gehoord, schreef hij in een kwartier een Nederlandse tekst op een bierviltje. Het Deens onmachtig, kreeg het Lilly van Putten als titel mee, een fonetische weergave van "lille og buttet", een terugkerende frase in het Deense lied dat "klein en mollig" betekent.
Op de B-kant staat het lied Volendammer volkslied. Beide liedjes kwamen meer dan vijfentwintig jaar later, in 2013, op respectievelijk nummer 25 en nummer 2 van de Volendammer Top 1000 te staan, een eenmalige all-timelijst die in 2013 door luisteraars van 17 Noord-Hollandse radio- en tv-stations werd samengesteld.